# ラナジット・マッラ

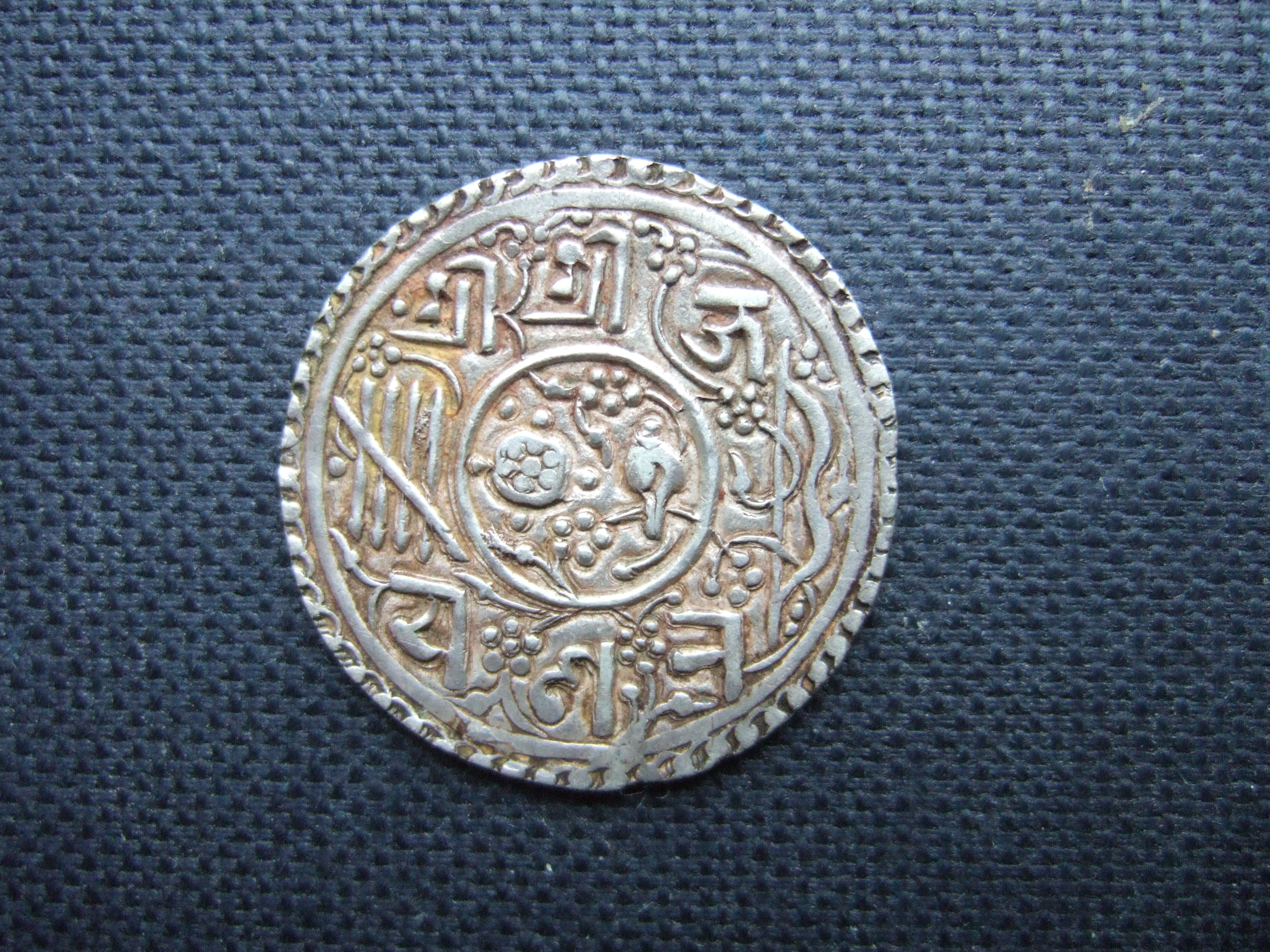
ラナジット・マッラのコイン

ラナジット・マッラ（Ranajit Malla、? - 1770年）は、ネパール、バクタプル・マッラ朝の君主（在位：1722年 - 1769年）。同王朝の最期の君主でもある。
ゴルカ王プリトビ・ナラヤン・シャハの侵攻に対して、パタン・マッラ朝、カトマンズ・マッラ朝とともに戦ったが、1769年に敗北。
プリトビ・ナラヤン・シャハの盟友だったこともあり、ヴァーラーナシーへ送られ、1770年に同地で没した。